# Iphiaulax triornatus
Iphiaulax triornatus är en stekelart som beskrevs av Cameron 1906. Iphiaulax triornatus ingår i släktet Iphiaulax och familjen bracksteklar. Inga underarter finns listade i Catalogue of Life.